# 滁州市
滁州市，惯称“皖东”、“滁县”，是中华人民共和国安徽省下辖的地级市，位于安徽省东部。市境西北临蚌埠市，西毗淮南市，西南接合肥市，南抵马鞍山市，东南邻江苏省南京市，东北达江苏省扬州市、淮安市、宿迁市。地处皖东丘陵区，地势西高东低，地貌分为丘陵、岗地、平原。市境横跨长江流域、淮河流域，北部有淮河及其支流池河、濠河，南部有滁河，纳襄河、清流河、来安河等，往东南流经南京市入长江。
滁州市辖两区两市四县，全市总面积13,516平方公里，户籍总人口454万人，常住人口399万人，常住人口城镇化率62.9%。市人民政府驻南谯区龙蟠大道99号。
滁州是六朝古都南京的江北门户，隔江与南京主城遥望，市区距离南京市中心仅50公里，自古有“金陵锁钥、江淮保障”之称。是南京都市圈与合肥经济圈核心城市，国家园林城市，长三角城市群城市之一。

## 历史

### 地名由来
滁州市可追溯至隋朝时设置的州——滁州，而滁州得名于滁河，滁河古称“涂水”， 滁州由古代“涂中”沿革而来。

### 建制
滁州是建置于中国隋朝至清朝的一个州，州城治新昌县（即清流县），辖今安徽省滁州市琅琊区、南谯区、来安县、全椒县全境、明光市部分区域及江苏省南京市浦口区、六合区部分区域。

### 古代
先秦时，滁州市境内建钟离国、棠邑、卑梁邑等诸侯国与封地。春秋时，东部天长市（卑梁）属吴国，今天滁州市其他大部分地方属于楚国。
秦始皇帝一统中原，设郡县制。滁州市境内属九江郡，建棠邑县、阴陵县、东城县、广陵县、东阳县等县。汉设州刺史制，滁州市境内属扬州刺史部，建棠邑侯国、建阳县、全椒县（侯国）、阴陵县、东城县、曲阳县、钟离县（侯国）、高邮县、广陵县、江都县等县（侯国）。
汉末天下大乱，中原地区先后建立三个国家。滁州市境内分属魏国扬州淮南郡（滁州大部分县）与吴国扬州（天长大部）。县置基本沿袭汉制。晋朝重新一统天下，滁州市境内属扬州淮南郡。
晋末天下再度混乱，以淮河为界划分若干国家。滁州市境内在南北朝前期属于南朝，后期南朝黯弱，丧失大片江北土地，滁州市境内诸县遂入北朝。
隋承北周，复大一统。首建州县制，弃州郡县制。滁州市境内设豪州（辖钟离县、定远县等县）、滁州（辖新昌县、全椒县）、扬州（辖石梁县、盱眙县等县），隋末建郡县制，滁州市境内三州更名为“钟离郡”、“永阳郡”、“江都郡”。唐立道州县制，滁州市境内三州全属淮南道，州、县沿袭隋置。唐天宝年间，天长由高邮，江都，六合等县化地而立。唐末藩镇割据，滁州市境内所有州县先后为吴国、南唐辖地，南唐丢失江北土地后，滁州市全境入后周。
北宋承袭后周，立路州县制。滁州市境内属淮南路，后淮南路分东西路，滁州市境内各州自东向西分属淮南东路（辖滁州、扬州、泗州）及淮南西路（辖濠州）。南宋沿袭北宋建置外，另设盱眙军、天长军、招信军。
元立行省制，下设路、州、县。滁州市境内属河南江北行省，下设扬州路（辖滁州）、淮安路（辖泗州）、安丰路（辖濠州）。
明立承宣布政使司制，下设府（州）、散州（县）。凤阳县成为明帝国都城，称“中都”。不久后中都营造中止，滁州市境内直属京师（南京）管辖，设滁州（辖州城、来安县、全椒县）、凤阳府（辖凤阳县、临淮县、定远县、盱眙县、天长县）。
清立省制，下设袭明置。滁州市全境初属江南省，后江南省拆为安徽、江苏两省。滁州（辖州城、来安县、全椒县）、凤阳府（辖凤阳县、定远县）、泗州（辖盱眙县、天长县）均属安徽省。

### 近现代
民国初年，全国废府州厅改县，立省县制。滁州改为滁县，初期属安徽省淮泗道，1932年到1936年滁县、来安、凤阳等隶属于第四区，天长县等属第七区。1936年再次改制为第五区，专署初驻滁县，民国27年（1938年）2月改驻含山县，辖滁县、天长、来安、全椒、和县、含山等6县。民国21年（1932年）11月增领嘉山县。今滁州市定远县、凤阳县属于第四区。抗日战争期间，国民政府丧失对该区域部分地区的控制力，该区域先后为汪精卫政权、共产党苏皖边区政府控制，形成与国民政府并存的局面。抗日战争结束后，该区域部分地区重归国民政府管辖。第二次国共内战中，滁县作为民国首都南京的江北屏障被解放军攻克。1949年1月，解放军占领滁县。
中华人民共和国建国后，建立了滁县专区（曾短暂的并入蚌埠专区）、滁县地区，80年代后，推广地级市区划制，滁县地区于90年代设置滁州市。代管的天长县和嘉山县也相继设立天长市和明光市。

## 人口
2022年末，全市常住人口405.0万人，常住人口城镇化率63.1%。
根据2020年第七次全国人口普查，全市常住人口为3,987,054人。同第六次全国人口普查的3,937,868人相比，十年共增加了49,186人，增长1.25%，年平均增长率为0.12%。其中，男性人口为2,052,337人，占总人口的51.48%；女性人口为1,934,717人，占总人口的48.52%。总人口性别比（以女性为100）为106.08。0－14岁的人口为648,179人，占总人口的16.26%；15－59岁的人口为2,547,294人，占总人口的63.89%；60岁及以上的人口为791,581人，占总人口的19.85%，其中65岁及以上的人口为636,867人，占总人口的15.97%。居住在城镇的人口为2,465,704人，占总人口的61.84%；居住在乡村的人口为1,521,350人，占总人口的38.16%。

### 民族
全市常住人口中，汉族人口为3,949,058人，占99.05%；各少数民族人口为37,996人，占0.95%。与2010年第六次全国人口普查相比，汉族人口增加50,220人，增长1.29%，占总人口比例增加0.04个百分点；各少数民族人口减少1,034人，下降2.65%，占总人口比例下降0.04个百分点。

### 方言
滁州内部方言大致上属于江淮官话的不同口音。历史上早期方言为吴语，东晋后逐渐与中原口音差距变小，至南宋时候已经完全演化为江淮话。滁州内除了全椒、来安外，天长等地与滁州在历史上均无隶属关系，联系较少，口音差距也较大。

## 地理
| 滁州市气象数据（1971年至2000年） | 滁州市气象数据（1971年至2000年） | 滁州市气象数据（1971年至2000年） | 滁州市气象数据（1971年至2000年） | 滁州市气象数据（1971年至2000年） | 滁州市气象数据（1971年至2000年） | 滁州市气象数据（1971年至2000年） | 滁州市气象数据（1971年至2000年） | 滁州市气象数据（1971年至2000年） | 滁州市气象数据（1971年至2000年） | 滁州市气象数据（1971年至2000年） | 滁州市气象数据（1971年至2000年） | 滁州市气象数据（1971年至2000年） | 滁州市气象数据（1971年至2000年） |
| 月份                             | 1月                              | 2月                              | 3月                              | 4月                              | 5月                              | 6月                              | 7月                              | 8月                              | 9月                              | 10月                             | 11月                             | 12月                             | 全年                             |
| -------------------------------- | -------------------------------- | -------------------------------- | -------------------------------- | -------------------------------- | -------------------------------- | -------------------------------- | -------------------------------- | -------------------------------- | -------------------------------- | -------------------------------- | -------------------------------- | -------------------------------- | -------------------------------- |
| 历史最高温 °C（°F）              | 20.7 (69.3)                      | 26.4 (79.5)                      | 28.7 (83.7)                      | 32.8 (91.0)                      | 36.0 (96.8)                      | 37.5 (99.5)                      | 38.7 (101.7)                     | 38.3 (100.9)                     | 38.6 (101.5)                     | 34.1 (93.4)                      | 28.8 (83.8)                      | 22.1 (71.8)                      | 38.7 (101.7)                     |
| 平均高温 °C（°F）                | 6.6 (43.9)                       | 8.5 (47.3)                       | 13.1 (55.6)                      | 20.2 (68.4)                      | 25.6 (78.1)                      | 28.7 (83.7)                      | 31.5 (88.7)                      | 31.5 (88.7)                      | 27.1 (80.8)                      | 22.0 (71.6)                      | 15.6 (60.1)                      | 9.6 (49.3)                       | 20.0 (68.0)                      |
| 日均气温 °C（°F）                | 2.3 (36.1)                       | 4.1 (39.4)                       | 8.6 (47.5)                       | 15.3 (59.5)                      | 20.6 (69.1)                      | 24.4 (75.9)                      | 27.6 (81.7)                      | 27.2 (81.0)                      | 22.6 (72.7)                      | 17.1 (62.8)                      | 10.5 (50.9)                      | 4.7 (40.5)                       | 15.4 (59.7)                      |
| 平均低温 °C（°F）                | −1.2 (29.8)                      | 0.6 (33.1)                       | 4.6 (40.3)                       | 10.7 (51.3)                      | 16.1 (61.0)                      | 20.7 (69.3)                      | 24.3 (75.7)                      | 23.9 (75.0)                      | 19.1 (66.4)                      | 13.1 (55.6)                      | 6.4 (43.5)                       | 0.8 (33.4)                       | 11.6 (52.9)                      |
| 历史最低温 °C（°F）              | −13 (9)                          | −11.8 (10.8)                     | −5.7 (21.7)                      | 0.2 (32.4)                       | 6.9 (44.4)                       | 12.7 (54.9)                      | 17.1 (62.8)                      | 17.4 (63.3)                      | 9.1 (48.4)                       | 1.5 (34.7)                       | −6.7 (19.9)                      | −12.3 (9.9)                      | −13 (9)                          |
| 平均降水量 mm（）                | 35.6 (1.40)                      | 46.5 (1.83)                      | 78.1 (3.07)                      | 71.3 (2.81)                      | 86.3 (3.40)                      | 176.3 (6.94)                     | 207.5 (8.17)                     | 128.4 (5.06)                     | 83.0 (3.27)                      | 61.9 (2.44)                      | 55.4 (2.18)                      | 24.3 (0.96)                      | 1,054.6 (41.53)                  |
| 平均降水天数（≥ 0.1 mm）         | 7.7                              | 8.3                              | 11.6                             | 9.7                              | 10.1                             | 11.8                             | 13.0                             | 10.9                             | 8.9                              | 8.3                              | 7.0                              | 5.2                              | 112.5                            |
| 来源：Weather China              |                                  |                                  |                                  |                                  |                                  |                                  |                                  |                                  |                                  |                                  |                                  |                                  |                                  |

## 政治

### 现任领导
| 机构     | · 中国共产党 · 滁州市委员会 | 滁州市人民代表大会 常务委员会 | 滁州市人民政府     | · 中国人民政治协商会议 · 滁州市委员会 |
| 职务     | 书记                        | 主任                          | 市长               | 主席                                  |
| -------- | --------------------------- | ----------------------------- | ------------------ | ------------------------------------- |
| 姓名     | 吴劲                        | 胡孔胜                        | 胡春華             | 孙军                                  |
| 民族     | 汉族                        | 汉族                          | 汉族               | 汉族                                  |
| 籍贯     | 安徽省肥东县                | 安徽省桐城市                  | 安徽省巢湖市       | 安徽省和县                            |
| 出生日期 | 1969年10月（55歲）          | 1966年10月（58歲）            | 1974年11月（50歲） | 1970年4月（55歲）                     |
| 就任日期 | 2024年9月                   | 2025年1月                     | 2024年11月         | 2025年1月                             |

### 历任领导
| 市委书记 - 吴天栋（1992年12月－1995年11月） - 张春生（1995年11月－1998年3月） - 何成国（1998年4月－2001年4月） - 汪国才（2001年4月－2008年2月） - 韩先聪（2008年2月－2012年2月） - 江山（2012年2月－2014年4月） - 李明（2014年4月－2016年8月） - 姚玉舟（2016年8月－2016年11月） - 张祥安（2017年7月－2021年3月） - 许继伟（2021年4月－2024年9月） - 吴劲（2024年9月－） | 市长 - 陈天庚（1993年7月－1995年11月） - 何成国（1995年11月－1998年4月） - 钱进（1998年4月－2001年5月） - 宋卫平（2001年5月－2004年2月） - 缪学刚（2004年2月－2009年6月） - 江山（2009年6月－2012年2月） - 张祥安（2012年2月－2017年12月） - 许继伟（2017年12月－2021年4月） - 吴劲（2021年4月－2024年10月） - 胡春华（2024年11月－） |

### 行政区划
滁州市现辖2个市辖区、4个县，代管2个县级市。
- 市辖区：琅琊区、南谯区
- 县级市：天长市、明光市
- 县：来安县、全椒县、定远县、凤阳县

除正式行政区划外，滁州市还设立以下经济功能区：苏滁现代产业园区（与苏州工业园区合作）、滁州市产城融合示范区（与南京江北新区合作）、国家级滁州经济技术开发区、国家级滁州高新技术产业开发区（位于天长市）、滁州高教科创城、琅琊新区、南谯新区。2019年，又增加了浦口-南谯跨界一体化示范区（与浦口区合作）以及顶山-汊河跨区域一体化示范区（与顶山街道合作）。

## 教育

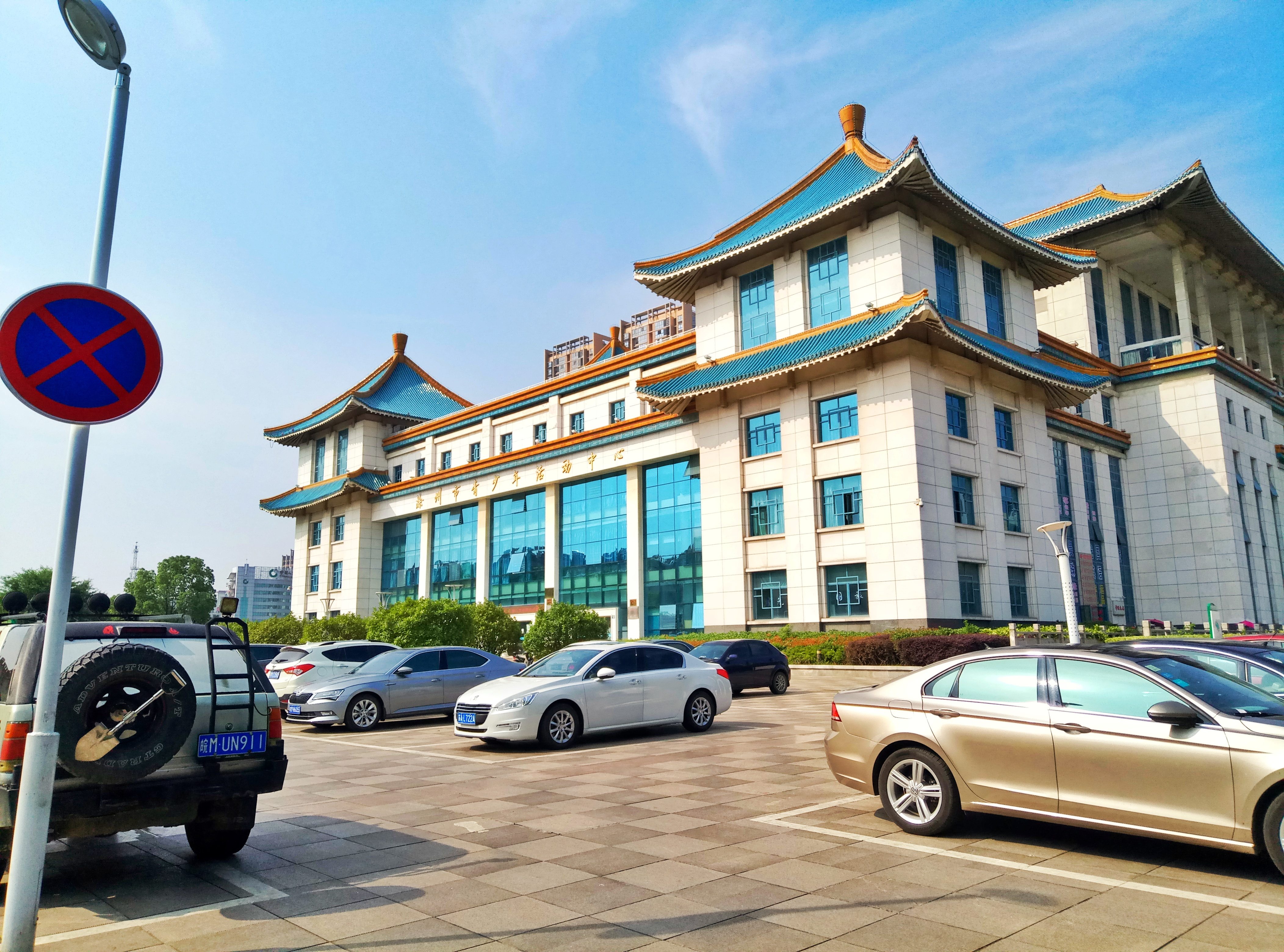
滁州市青少年活动中心

### 重点中学
滁州中学、滁州第二中学、来安中学、全椒中学、定远中学、定远第三中学、凤阳中学、凤阳钟离中学、天长中学、天长炳辉中学、明光中学

### 高等院校
1. 滁州学院
2. 滁州职业技术学院
3. 滁州城市职业学院
4. 安徽科技学院
5. 南京信息工程大学金牛湖校区

### 成人教育
1. 滁州广播电视大学
2. 滁州老年大学

### 职业教育
1. 滁州第一职业高中
2. 滁州旅游商贸学校（滁州第二职业高中）
3. 滁州电子工程学校
4. 滁州轻纺技工学校
5. 滁州交通技工学校

### 私立学校
1. 滁州新锐学校
2. 滁州青华中校
3. 滁州新英中学
4. 滁州博世双语学校
5. 滁州市第十一中学

## 全国重点文物保护单位
- 明中都皇故城及皇陵石刻
- 半塔保卫战旧址
- 琅琊山摩崖石刻及碑刻
- 池河太平桥
- 琅琊寺无梁殿

## 安徽省文物保護單位
- 醉翁亭
- 豐樂亭

## 旅游

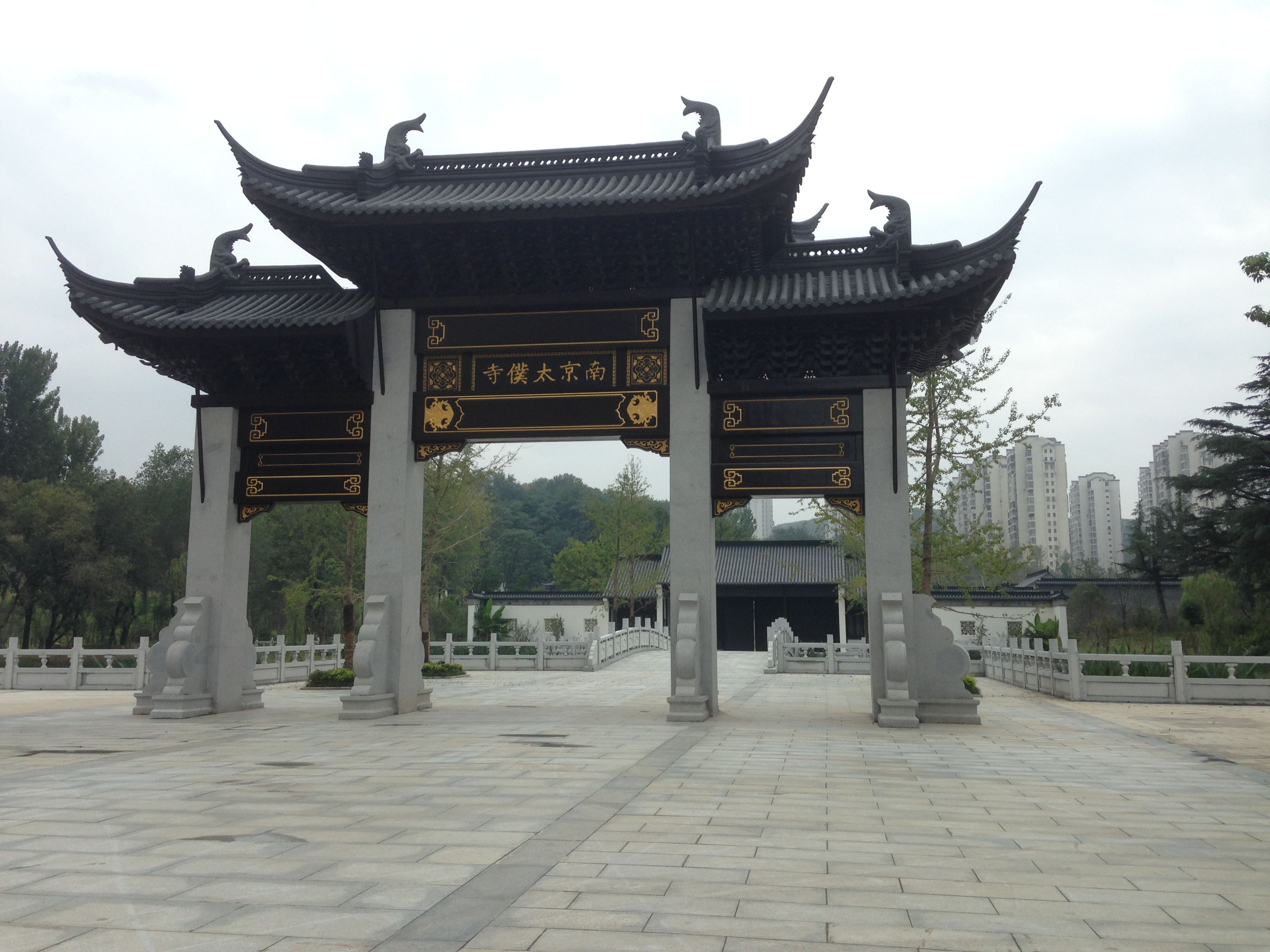
南京太仆寺正门

1. 琅琊山
2. 琅琊寺
3. 醉翁亭
4. 丰乐亭
5. 南京太仆寺
6. 清流关
7. 西涧湖
8. 皇甫山
9. 彩云洞
10. 白鹭岛
11. 皖东烈士陵园
12. 神山
13. 太平桥
14. 国光楼
15. 明皇陵
16. 明中都皇城遗址
17. 狼巷迷谷
18. 韭山洞
19. 护国寺
20. 女山湖

## 交通

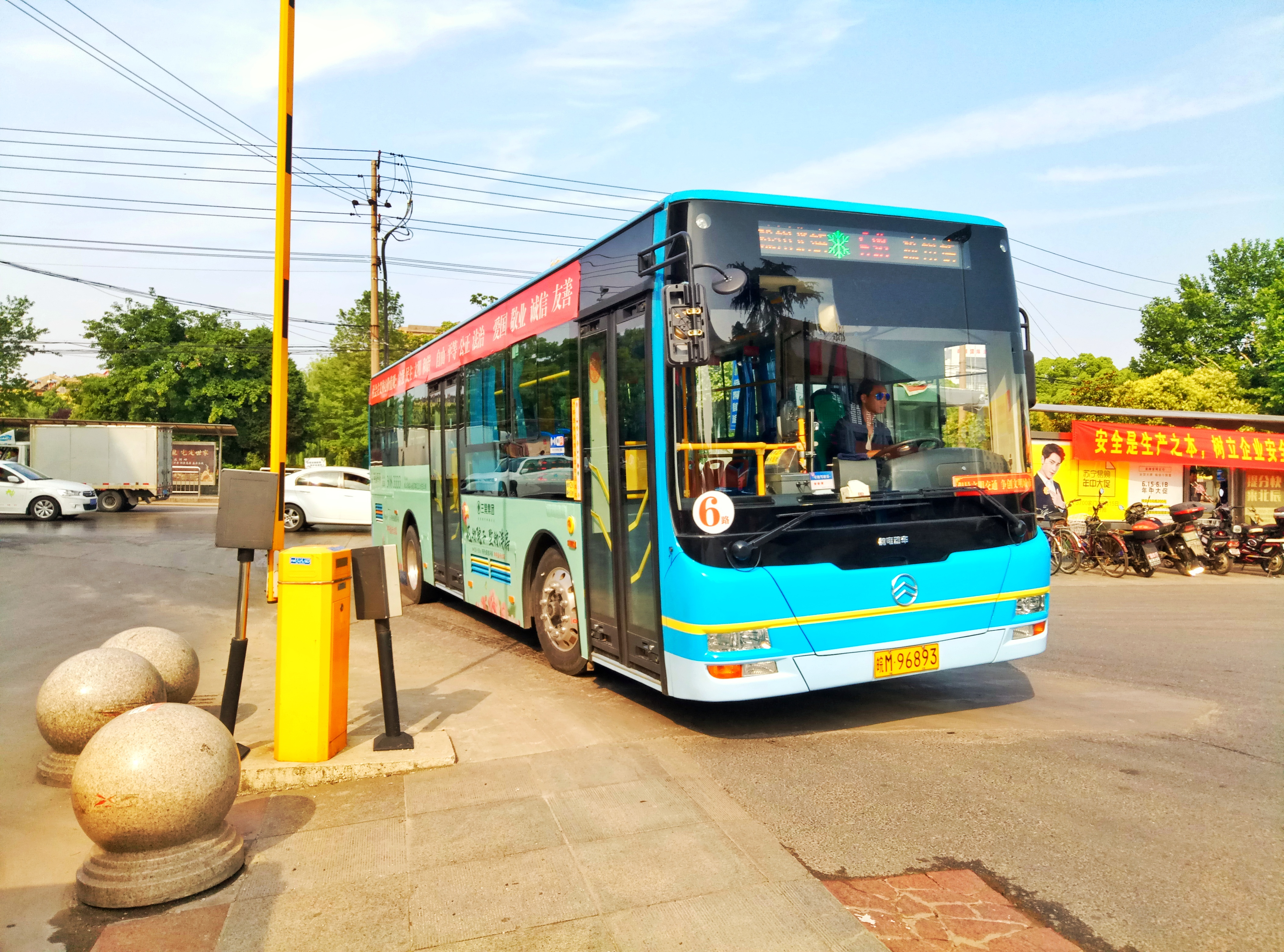
滁州电动公交车

### 公路

#### 高速公路
- 宁洛高速
- 沪陕高速
- 宁连高速
- 京台高速
- 明徐高速
- 长深高速
- 滁新高速
- 马滁扬高速

#### 国道
104国道、 205国道、 312国道

#### 省道
206省道、 311省道、 312省道、 206省道、 226省道、 331省道、 101省道、 307省道、 309省道

### 铁路

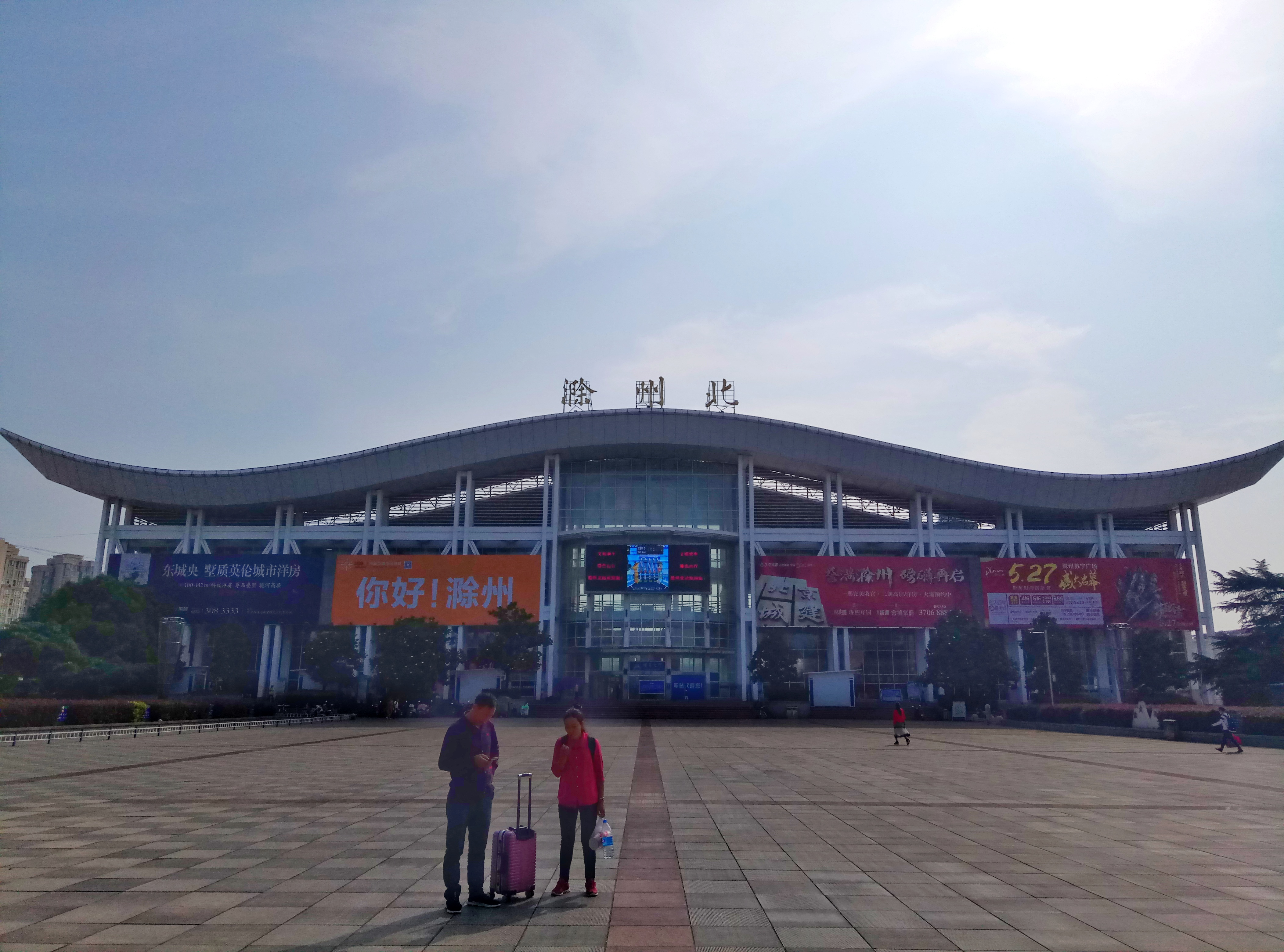
滁州北站

#### 普通铁路
京沪线、宁西线

#### 高速铁路
京沪高速线、沪汉蓉快速客运通道、北沿江高速铁路（规划）

#### 城际轨道交通
- 宁淮城际铁路
- 和县--全椒--滁州--天长--扬州城际

### 城市轨道交通
- 南京地铁S4号线

2022年2月28日，为积极调动全社会力量参与滁州轨道交通建设，滁州市轨道交通LOGO设计方案征集公告发布。2023年6月28日，开通运营。

### 水路
依托滁河（长江）、淮河、京杭大运河航道，主要港口有滁州港、凤阳港。

### 航空
依托南京禄口国际机场、合肥新桥国际机场、滁州支线机场（拟选址来安县半塔，规划中）

## 特产
- 滁州贡菊：俗称“甘菊”、“白菊”，为多年生草本菊科植物，以其干燥或新鲜头状花序入药，是滁州历史最悠久的名贵地方特产，安徽省四大著名道地药材之一，其药用、保健价值居杭菊、亳菊、黄山贡菊等四大名菊之首，具有清热、解毒、明目、活血、延年益寿之功效。[19]滁菊是中国地理标志产品。另，尚量產螯蝦，俗稱小龍蝦。

## 延伸阅读
[在维基数据编辑]
 《欽定古今圖書集成·方輿彙編·職方典·滁州部》，出自陈梦雷《古今圖書集成》